# Jamides mimetica
Jamides mimetica är en fjärilsart som beskrevs av Tite 1960. Jamides mimetica ingår i släktet Jamides och familjen juvelvingar. Inga underarter finns listade i Catalogue of Life.